# Mike Bongiorno
Michael Nicholas Salvatore Bongiorno, conhecido como Mike Bongiorno, (Nova Iorque, 26 de maio de 1924 — Monte Carlo, 8 de setembro de 2009) foi um apresentador de televisão italiano nascido nos Estados Unidos.
Junto com Pippo Baudo, Corrado, Enzo Tortora e Raimondo Vianello, foi uma das mais conhecidas caras da televisão italiana desde seus primórdios.